# エフエム世田谷
エフエム世田谷（エフエムせたがや）は、東京都世田谷区の一部地域を放送対象地域として超短波放送（FM放送）を行う特定地上基幹放送事業者である株式会社世田谷サービス公社に交付された特定地上基幹放送局の呼出名称である。
同社が運営しているコミュニティ放送の愛称も同じであり、FM世田谷、FM SETAGAYAとも表記される。

## 概要
1995年（平成7年）開局。キャッチフレーズは、周波数の83.4MHzから「やさしいラジオ」。地元に密着した放送を行っており、世田谷区、東京農業大学、昭和女子大学（子育てまナビプロジェクト）の広報番組や、世田谷区議会録音中継なども行っている。
当初の免許人は株式会社エフエム世田谷。2012年（平成24年）に世田谷区の外郭団体である世田谷サービス公社が吸収合併し、免許人の地位承継をした。
出資比率から世田谷区がマスメディア集中排除原則にいう支配関係にある。
株式会社エフエム世田谷の本社と演奏所は当初用賀の用賀駅南口近くのアドバンス高荒3階にあった。演奏所を2006年（平成18年）にエコプラザ用賀2階に移転、2つのスタジオがある。
- 用賀Aスタジオ - 原則生放送用スタジオ
- 用賀Bスタジオ - 収録番組スタジオ

また、次のサテライトスタジオがある。
- スタジオキャロット - 世田谷区太子堂4-1-1　三軒茶屋キャロットタワー26F
- ネッツトヨタハブポート若林サテライトスタジオ - なお、2011年4月改編時点では使用番組なし。
- スタジオ・ライズ（iTSCOMスタジオ二子玉川）- 二子玉川ライズS.C. ステーションマーケット棟1階。なお、2016年冬期時点では使用番組なし。

送信所は世田谷ビジネススクエア屋上にあり、放送局（現・特定地上基幹放送局）の呼出符号はJOZZ3BA-FM、周波数83.4MHz、当初の空中線電力は10Wで放送区域は世田谷区の一部地域。2000年（平成12年）に空中線電力を20Wに増力した。
- 放送エリアは世田谷区全域で 杉並区、中野区、渋谷区、目黒区、狛江市もカバーし、カーラジオでは更に広範囲で聴取できる[6]と称している。

J:COM 世田谷でも82.0MHzで再送信している。
インターネット配信は自社独自の方式で実施してきたが、2019年（令和元年）にListenRadioでも配信を開始した。
世田谷区とは「災害時における協力態勢に関する協定」を締結している。
かつてキャロットスタジオからミュージックバード制作「あの頃青春グラフィティ」が送出されていたことがあった。

## 沿革
- 1985年（昭和60年）4月1日 - 株式会社世田谷サービス公社設立[4]。
- 1997年（平成9年）2月28日 - 株式会社エフエム世田谷設立[8]。
- 1998年（平成10年）
  - 6月22日 - 株式会社エフエム世田谷が放送局の予備免許を取得[9]。
  - 7月27日 - 株式会社エフエム世田谷が放送局の免許取得[5][10]。
  - 7月30日 - 開局[10]、正午に放送開始[11]。
- 2000年（平成12年）4月25日 - 株式会社エフエム世田谷に空中線電力の増力許可[12]。
- 2006年（平成18年）4月 - 演奏所をエコプラザ用賀に移転。
- 2011年（平成23年）4月 - この期の改編よりミュージックバードの編成が組み込まれるようになり、共同制作も増加。
- 2012年（平成24年）
  - 4月25日 - 株式会社エフエム世田谷が世田谷区と「災害時における協力態勢に関する協定」を締結[7]。
  - 7月1日 - 世田谷サービス公社が株式会社エフエム世田谷を吸収合併し、免許人の地位を承継。
    - 世田谷区との協定も世田谷サービス公社が締結したものとして改定[7]
- 2013年（平成25年）11月 - TuneIn Radioを運営する米国TuneIn社と協業し、インターネットラジオの普及を行うことを発表[13]。
- 2016年（平成28年）2月29日 - TuneIn radioでの配信を終了。
- 2019年（令和元年）7月25日 - ListenRadioでの配信を開始[14]。
- 2020年（令和2年）7月8日 - 自社配信サイトのURLを変更、旧サイトは12月末まで使用可能[15]。
- 2021年（令和3年）4月1日 - ポッドキャスト配信開始[16]。
- 2023年（令和5年）
  - 7月30日 - 開局25周年を迎える。当日は三軒茶屋スタジオキャロットから、記念番組『エフエム世田谷開局25周年特別番組 ～みんなで25周年をお祝いするッチ～』を公開生放送[17]。
  - 7月31日 - インターネットラジオのページでの配信終了、別のサイトの機種に移動。

## タイムテーブル
2025年4月現在。最新版はタイムテーブルを参照。太字は自社制作番組番組。◯は、MUSIC BIRD for Communityを通じて全国放送される番組（後述）。その他特記のないものはMusic Bird for Communityによる。
| 時 | 月曜日 | 火曜日 | 水曜日 | 木曜日 | 金曜日 | 土曜日 | 日曜日 |
| -- | --- | --- | --- | --- | --- | --- | --- |
| 6  | 6:00 Morning Community - DJ:橘しんご（月 - 水）・川久保秀一（木 - 金） 7:53 - 7:59 世田谷ペットチャンネル - なべやかん、萩原真理 | 6:00 Morning Community - DJ:橘しんご（月 - 水）・川久保秀一（木 - 金） 7:53 - 7:59 世田谷ペットチャンネル - なべやかん、萩原真理 | 6:00 Morning Community - DJ:橘しんご（月 - 水）・川久保秀一（木 - 金） 7:53 - 7:59 世田谷ペットチャンネル - なべやかん、萩原真理 | 6:00 Morning Community - DJ:橘しんご（月 - 水）・川久保秀一（木 - 金） 7:53 - 7:59 世田谷ペットチャンネル - なべやかん、萩原真理 | 6:00 Morning Community - DJ:橘しんご（月 - 水）・川久保秀一（木 - 金） 7:53 - 7:59 世田谷ペットチャンネル - なべやかん、萩原真理 | 6:00 "834"music | 6:00 "834"music                                                                                             |
| 6  | 6:00 Morning Community - DJ:橘しんご（月 - 水）・川久保秀一（木 - 金） 7:53 - 7:59 世田谷ペットチャンネル - なべやかん、萩原真理 | 6:00 Morning Community - DJ:橘しんご（月 - 水）・川久保秀一（木 - 金） 7:53 - 7:59 世田谷ペットチャンネル - なべやかん、萩原真理 | 6:00 Morning Community - DJ:橘しんご（月 - 水）・川久保秀一（木 - 金） 7:53 - 7:59 世田谷ペットチャンネル - なべやかん、萩原真理 | 6:00 Morning Community - DJ:橘しんご（月 - 水）・川久保秀一（木 - 金） 7:53 - 7:59 世田谷ペットチャンネル - なべやかん、萩原真理 | 6:00 Morning Community - DJ:橘しんご（月 - 水）・川久保秀一（木 - 金） 7:53 - 7:59 世田谷ペットチャンネル - なべやかん、萩原真理 | 6:15 番組審議会からのお知らせ | 6:00 "834"music                                                                                             |
| 6  | 6:00 Morning Community - DJ:橘しんご（月 - 水）・川久保秀一（木 - 金） 7:53 - 7:59 世田谷ペットチャンネル - なべやかん、萩原真理 | 6:00 Morning Community - DJ:橘しんご（月 - 水）・川久保秀一（木 - 金） 7:53 - 7:59 世田谷ペットチャンネル - なべやかん、萩原真理 | 6:00 Morning Community - DJ:橘しんご（月 - 水）・川久保秀一（木 - 金） 7:53 - 7:59 世田谷ペットチャンネル - なべやかん、萩原真理 | 6:00 Morning Community - DJ:橘しんご（月 - 水）・川久保秀一（木 - 金） 7:53 - 7:59 世田谷ペットチャンネル - なべやかん、萩原真理 | 6:00 Morning Community - DJ:橘しんご（月 - 水）・川久保秀一（木 - 金） 7:53 - 7:59 世田谷ペットチャンネル - なべやかん、萩原真理 | 6:30 ツナグワラジオ | 6:00 "834"music                                                                                             |
| 6  | 6:00 Morning Community - DJ:橘しんご（月 - 水）・川久保秀一（木 - 金） 7:53 - 7:59 世田谷ペットチャンネル - なべやかん、萩原真理 | 6:00 Morning Community - DJ:橘しんご（月 - 水）・川久保秀一（木 - 金） 7:53 - 7:59 世田谷ペットチャンネル - なべやかん、萩原真理 | 6:00 Morning Community - DJ:橘しんご（月 - 水）・川久保秀一（木 - 金） 7:53 - 7:59 世田谷ペットチャンネル - なべやかん、萩原真理 | 6:00 Morning Community - DJ:橘しんご（月 - 水）・川久保秀一（木 - 金） 7:53 - 7:59 世田谷ペットチャンネル - なべやかん、萩原真理 | 6:00 Morning Community - DJ:橘しんご（月 - 水）・川久保秀一（木 - 金） 7:53 - 7:59 世田谷ペットチャンネル - なべやかん、萩原真理 | 6:55 マンスリーリコメデーション | |
| 7  | 6:00 Morning Community - DJ:橘しんご（月 - 水）・川久保秀一（木 - 金） 7:53 - 7:59 世田谷ペットチャンネル - なべやかん、萩原真理 | 6:00 Morning Community - DJ:橘しんご（月 - 水）・川久保秀一（木 - 金） 7:53 - 7:59 世田谷ペットチャンネル - なべやかん、萩原真理 | 6:00 Morning Community - DJ:橘しんご（月 - 水）・川久保秀一（木 - 金） 7:53 - 7:59 世田谷ペットチャンネル - なべやかん、萩原真理 | 6:00 Morning Community - DJ:橘しんご（月 - 水）・川久保秀一（木 - 金） 7:53 - 7:59 世田谷ペットチャンネル - なべやかん、萩原真理 | 6:00 Morning Community - DJ:橘しんご（月 - 水）・川久保秀一（木 - 金） 7:53 - 7:59 世田谷ペットチャンネル - なべやかん、萩原真理 | 7:00 【生放送】 シビルトーン♪ ～素敵な週末～                                                                                             | 7:00 【生放送】おはようサンデー                                                                             |
| 8  | 8:00 【生放送】Bee Up!Setagaya DJ:HARRY（月）/中山夏希（火）/山口真奈（水）/藤咲あかね（木）/河西美紀（金） ※用賀Aスタジオから生放送 ▽8:35 What's UP Setagaya ▽8:35 消防情報（月） ▽9:00 ニュース・天気・交通情報 ▽9:10 認知症あんしんすこやかライフ［世田谷区］〈第5週・水曜を除く〉 ▽9:55 マンスリーリコメンデーション ▽10:00 Be Up!Playlist ▽10:20 川場健康村だより［世田谷川場ふるさと公社］ ▽10:25 Be Up Life ▽10:30 ゲストコーナー | 8:00 【生放送】Bee Up!Setagaya DJ:HARRY（月）/中山夏希（火）/山口真奈（水）/藤咲あかね（木）/河西美紀（金） ※用賀Aスタジオから生放送 ▽8:35 What's UP Setagaya ▽8:35 消防情報（月） ▽9:00 ニュース・天気・交通情報 ▽9:10 認知症あんしんすこやかライフ［世田谷区］〈第5週・水曜を除く〉 ▽9:55 マンスリーリコメンデーション ▽10:00 Be Up!Playlist ▽10:20 川場健康村だより［世田谷川場ふるさと公社］ ▽10:25 Be Up Life ▽10:30 ゲストコーナー | 8:00 【生放送】Bee Up!Setagaya DJ:HARRY（月）/中山夏希（火）/山口真奈（水）/藤咲あかね（木）/河西美紀（金） ※用賀Aスタジオから生放送 ▽8:35 What's UP Setagaya ▽8:35 消防情報（月） ▽9:00 ニュース・天気・交通情報 ▽9:10 認知症あんしんすこやかライフ［世田谷区］〈第5週・水曜を除く〉 ▽9:55 マンスリーリコメンデーション ▽10:00 Be Up!Playlist ▽10:20 川場健康村だより［世田谷川場ふるさと公社］ ▽10:25 Be Up Life ▽10:30 ゲストコーナー | 8:00 【生放送】Bee Up!Setagaya DJ:HARRY（月）/中山夏希（火）/山口真奈（水）/藤咲あかね（木）/河西美紀（金） ※用賀Aスタジオから生放送 ▽8:35 What's UP Setagaya ▽8:35 消防情報（月） ▽9:00 ニュース・天気・交通情報 ▽9:10 認知症あんしんすこやかライフ［世田谷区］〈第5週・水曜を除く〉 ▽9:55 マンスリーリコメンデーション ▽10:00 Be Up!Playlist ▽10:20 川場健康村だより［世田谷川場ふるさと公社］ ▽10:25 Be Up Life ▽10:30 ゲストコーナー | 8:00 【生放送】Bee Up!Setagaya DJ:HARRY（月）/中山夏希（火）/山口真奈（水）/藤咲あかね（木）/河西美紀（金） ※用賀Aスタジオから生放送 ▽8:35 What's UP Setagaya ▽8:35 消防情報（月） ▽9:00 ニュース・天気・交通情報 ▽9:10 認知症あんしんすこやかライフ［世田谷区］〈第5週・水曜を除く〉 ▽9:55 マンスリーリコメンデーション ▽10:00 Be Up!Playlist ▽10:20 川場健康村だより［世田谷川場ふるさと公社］ ▽10:25 Be Up Life ▽10:30 ゲストコーナー | 7:00 【生放送】 シビルトーン♪ ～素敵な週末～                                                                                             | 7:00 【生放送】おはようサンデー                                                                             |
| 8  | 8:00 【生放送】Bee Up!Setagaya DJ:HARRY（月）/中山夏希（火）/山口真奈（水）/藤咲あかね（木）/河西美紀（金） ※用賀Aスタジオから生放送 ▽8:35 What's UP Setagaya ▽8:35 消防情報（月） ▽9:00 ニュース・天気・交通情報 ▽9:10 認知症あんしんすこやかライフ［世田谷区］〈第5週・水曜を除く〉 ▽9:55 マンスリーリコメンデーション ▽10:00 Be Up!Playlist ▽10:20 川場健康村だより［世田谷川場ふるさと公社］ ▽10:25 Be Up Life ▽10:30 ゲストコーナー | 8:00 【生放送】Bee Up!Setagaya DJ:HARRY（月）/中山夏希（火）/山口真奈（水）/藤咲あかね（木）/河西美紀（金） ※用賀Aスタジオから生放送 ▽8:35 What's UP Setagaya ▽8:35 消防情報（月） ▽9:00 ニュース・天気・交通情報 ▽9:10 認知症あんしんすこやかライフ［世田谷区］〈第5週・水曜を除く〉 ▽9:55 マンスリーリコメンデーション ▽10:00 Be Up!Playlist ▽10:20 川場健康村だより［世田谷川場ふるさと公社］ ▽10:25 Be Up Life ▽10:30 ゲストコーナー | 8:00 【生放送】Bee Up!Setagaya DJ:HARRY（月）/中山夏希（火）/山口真奈（水）/藤咲あかね（木）/河西美紀（金） ※用賀Aスタジオから生放送 ▽8:35 What's UP Setagaya ▽8:35 消防情報（月） ▽9:00 ニュース・天気・交通情報 ▽9:10 認知症あんしんすこやかライフ［世田谷区］〈第5週・水曜を除く〉 ▽9:55 マンスリーリコメンデーション ▽10:00 Be Up!Playlist ▽10:20 川場健康村だより［世田谷川場ふるさと公社］ ▽10:25 Be Up Life ▽10:30 ゲストコーナー | 8:00 【生放送】Bee Up!Setagaya DJ:HARRY（月）/中山夏希（火）/山口真奈（水）/藤咲あかね（木）/河西美紀（金） ※用賀Aスタジオから生放送 ▽8:35 What's UP Setagaya ▽8:35 消防情報（月） ▽9:00 ニュース・天気・交通情報 ▽9:10 認知症あんしんすこやかライフ［世田谷区］〈第5週・水曜を除く〉 ▽9:55 マンスリーリコメンデーション ▽10:00 Be Up!Playlist ▽10:20 川場健康村だより［世田谷川場ふるさと公社］ ▽10:25 Be Up Life ▽10:30 ゲストコーナー | 8:00 【生放送】Bee Up!Setagaya DJ:HARRY（月）/中山夏希（火）/山口真奈（水）/藤咲あかね（木）/河西美紀（金） ※用賀Aスタジオから生放送 ▽8:35 What's UP Setagaya ▽8:35 消防情報（月） ▽9:00 ニュース・天気・交通情報 ▽9:10 認知症あんしんすこやかライフ［世田谷区］〈第5週・水曜を除く〉 ▽9:55 マンスリーリコメンデーション ▽10:00 Be Up!Playlist ▽10:20 川場健康村だより［世田谷川場ふるさと公社］ ▽10:25 Be Up Life ▽10:30 ゲストコーナー | 8:55 マンスリーリコメデーション | |
| 9  | 8:00 【生放送】Bee Up!Setagaya DJ:HARRY（月）/中山夏希（火）/山口真奈（水）/藤咲あかね（木）/河西美紀（金） ※用賀Aスタジオから生放送 ▽8:35 What's UP Setagaya ▽8:35 消防情報（月） ▽9:00 ニュース・天気・交通情報 ▽9:10 認知症あんしんすこやかライフ［世田谷区］〈第5週・水曜を除く〉 ▽9:55 マンスリーリコメンデーション ▽10:00 Be Up!Playlist ▽10:20 川場健康村だより［世田谷川場ふるさと公社］ ▽10:25 Be Up Life ▽10:30 ゲストコーナー | 8:00 【生放送】Bee Up!Setagaya DJ:HARRY（月）/中山夏希（火）/山口真奈（水）/藤咲あかね（木）/河西美紀（金） ※用賀Aスタジオから生放送 ▽8:35 What's UP Setagaya ▽8:35 消防情報（月） ▽9:00 ニュース・天気・交通情報 ▽9:10 認知症あんしんすこやかライフ［世田谷区］〈第5週・水曜を除く〉 ▽9:55 マンスリーリコメンデーション ▽10:00 Be Up!Playlist ▽10:20 川場健康村だより［世田谷川場ふるさと公社］ ▽10:25 Be Up Life ▽10:30 ゲストコーナー | 8:00 【生放送】Bee Up!Setagaya DJ:HARRY（月）/中山夏希（火）/山口真奈（水）/藤咲あかね（木）/河西美紀（金） ※用賀Aスタジオから生放送 ▽8:35 What's UP Setagaya ▽8:35 消防情報（月） ▽9:00 ニュース・天気・交通情報 ▽9:10 認知症あんしんすこやかライフ［世田谷区］〈第5週・水曜を除く〉 ▽9:55 マンスリーリコメンデーション ▽10:00 Be Up!Playlist ▽10:20 川場健康村だより［世田谷川場ふるさと公社］ ▽10:25 Be Up Life ▽10:30 ゲストコーナー | 8:00 【生放送】Bee Up!Setagaya DJ:HARRY（月）/中山夏希（火）/山口真奈（水）/藤咲あかね（木）/河西美紀（金） ※用賀Aスタジオから生放送 ▽8:35 What's UP Setagaya ▽8:35 消防情報（月） ▽9:00 ニュース・天気・交通情報 ▽9:10 認知症あんしんすこやかライフ［世田谷区］〈第5週・水曜を除く〉 ▽9:55 マンスリーリコメンデーション ▽10:00 Be Up!Playlist ▽10:20 川場健康村だより［世田谷川場ふるさと公社］ ▽10:25 Be Up Life ▽10:30 ゲストコーナー | 8:00 【生放送】Bee Up!Setagaya DJ:HARRY（月）/中山夏希（火）/山口真奈（水）/藤咲あかね（木）/河西美紀（金） ※用賀Aスタジオから生放送 ▽8:35 What's UP Setagaya ▽8:35 消防情報（月） ▽9:00 ニュース・天気・交通情報 ▽9:10 認知症あんしんすこやかライフ［世田谷区］〈第5週・水曜を除く〉 ▽9:55 マンスリーリコメンデーション ▽10:00 Be Up!Playlist ▽10:20 川場健康村だより［世田谷川場ふるさと公社］ ▽10:25 Be Up Life ▽10:30 ゲストコーナー | 9:00 モーニングライブラリー ～図書館で会いましょう～                                                                                     | 9:00 （生放送）グッ★モニ                                                                                    |
| 9  | 8:00 【生放送】Bee Up!Setagaya DJ:HARRY（月）/中山夏希（火）/山口真奈（水）/藤咲あかね（木）/河西美紀（金） ※用賀Aスタジオから生放送 ▽8:35 What's UP Setagaya ▽8:35 消防情報（月） ▽9:00 ニュース・天気・交通情報 ▽9:10 認知症あんしんすこやかライフ［世田谷区］〈第5週・水曜を除く〉 ▽9:55 マンスリーリコメンデーション ▽10:00 Be Up!Playlist ▽10:20 川場健康村だより［世田谷川場ふるさと公社］ ▽10:25 Be Up Life ▽10:30 ゲストコーナー | 8:00 【生放送】Bee Up!Setagaya DJ:HARRY（月）/中山夏希（火）/山口真奈（水）/藤咲あかね（木）/河西美紀（金） ※用賀Aスタジオから生放送 ▽8:35 What's UP Setagaya ▽8:35 消防情報（月） ▽9:00 ニュース・天気・交通情報 ▽9:10 認知症あんしんすこやかライフ［世田谷区］〈第5週・水曜を除く〉 ▽9:55 マンスリーリコメンデーション ▽10:00 Be Up!Playlist ▽10:20 川場健康村だより［世田谷川場ふるさと公社］ ▽10:25 Be Up Life ▽10:30 ゲストコーナー | 8:00 【生放送】Bee Up!Setagaya DJ:HARRY（月）/中山夏希（火）/山口真奈（水）/藤咲あかね（木）/河西美紀（金） ※用賀Aスタジオから生放送 ▽8:35 What's UP Setagaya ▽8:35 消防情報（月） ▽9:00 ニュース・天気・交通情報 ▽9:10 認知症あんしんすこやかライフ［世田谷区］〈第5週・水曜を除く〉 ▽9:55 マンスリーリコメンデーション ▽10:00 Be Up!Playlist ▽10:20 川場健康村だより［世田谷川場ふるさと公社］ ▽10:25 Be Up Life ▽10:30 ゲストコーナー | 8:00 【生放送】Bee Up!Setagaya DJ:HARRY（月）/中山夏希（火）/山口真奈（水）/藤咲あかね（木）/河西美紀（金） ※用賀Aスタジオから生放送 ▽8:35 What's UP Setagaya ▽8:35 消防情報（月） ▽9:00 ニュース・天気・交通情報 ▽9:10 認知症あんしんすこやかライフ［世田谷区］〈第5週・水曜を除く〉 ▽9:55 マンスリーリコメンデーション ▽10:00 Be Up!Playlist ▽10:20 川場健康村だより［世田谷川場ふるさと公社］ ▽10:25 Be Up Life ▽10:30 ゲストコーナー | 8:00 【生放送】Bee Up!Setagaya DJ:HARRY（月）/中山夏希（火）/山口真奈（水）/藤咲あかね（木）/河西美紀（金） ※用賀Aスタジオから生放送 ▽8:35 What's UP Setagaya ▽8:35 消防情報（月） ▽9:00 ニュース・天気・交通情報 ▽9:10 認知症あんしんすこやかライフ［世田谷区］〈第5週・水曜を除く〉 ▽9:55 マンスリーリコメンデーション ▽10:00 Be Up!Playlist ▽10:20 川場健康村だより［世田谷川場ふるさと公社］ ▽10:25 Be Up Life ▽10:30 ゲストコーナー | 9:30 HIT HIT HIT | 9:00 （生放送）グッ★モニ                                                                                    |
| 10 | 8:00 【生放送】Bee Up!Setagaya DJ:HARRY（月）/中山夏希（火）/山口真奈（水）/藤咲あかね（木）/河西美紀（金） ※用賀Aスタジオから生放送 ▽8:35 What's UP Setagaya ▽8:35 消防情報（月） ▽9:00 ニュース・天気・交通情報 ▽9:10 認知症あんしんすこやかライフ［世田谷区］〈第5週・水曜を除く〉 ▽9:55 マンスリーリコメンデーション ▽10:00 Be Up!Playlist ▽10:20 川場健康村だより［世田谷川場ふるさと公社］ ▽10:25 Be Up Life ▽10:30 ゲストコーナー | 8:00 【生放送】Bee Up!Setagaya DJ:HARRY（月）/中山夏希（火）/山口真奈（水）/藤咲あかね（木）/河西美紀（金） ※用賀Aスタジオから生放送 ▽8:35 What's UP Setagaya ▽8:35 消防情報（月） ▽9:00 ニュース・天気・交通情報 ▽9:10 認知症あんしんすこやかライフ［世田谷区］〈第5週・水曜を除く〉 ▽9:55 マンスリーリコメンデーション ▽10:00 Be Up!Playlist ▽10:20 川場健康村だより［世田谷川場ふるさと公社］ ▽10:25 Be Up Life ▽10:30 ゲストコーナー | 8:00 【生放送】Bee Up!Setagaya DJ:HARRY（月）/中山夏希（火）/山口真奈（水）/藤咲あかね（木）/河西美紀（金） ※用賀Aスタジオから生放送 ▽8:35 What's UP Setagaya ▽8:35 消防情報（月） ▽9:00 ニュース・天気・交通情報 ▽9:10 認知症あんしんすこやかライフ［世田谷区］〈第5週・水曜を除く〉 ▽9:55 マンスリーリコメンデーション ▽10:00 Be Up!Playlist ▽10:20 川場健康村だより［世田谷川場ふるさと公社］ ▽10:25 Be Up Life ▽10:30 ゲストコーナー | 8:00 【生放送】Bee Up!Setagaya DJ:HARRY（月）/中山夏希（火）/山口真奈（水）/藤咲あかね（木）/河西美紀（金） ※用賀Aスタジオから生放送 ▽8:35 What's UP Setagaya ▽8:35 消防情報（月） ▽9:00 ニュース・天気・交通情報 ▽9:10 認知症あんしんすこやかライフ［世田谷区］〈第5週・水曜を除く〉 ▽9:55 マンスリーリコメンデーション ▽10:00 Be Up!Playlist ▽10:20 川場健康村だより［世田谷川場ふるさと公社］ ▽10:25 Be Up Life ▽10:30 ゲストコーナー | 8:00 【生放送】Bee Up!Setagaya DJ:HARRY（月）/中山夏希（火）/山口真奈（水）/藤咲あかね（木）/河西美紀（金） ※用賀Aスタジオから生放送 ▽8:35 What's UP Setagaya ▽8:35 消防情報（月） ▽9:00 ニュース・天気・交通情報 ▽9:10 認知症あんしんすこやかライフ［世田谷区］〈第5週・水曜を除く〉 ▽9:55 マンスリーリコメンデーション ▽10:00 Be Up!Playlist ▽10:20 川場健康村だより［世田谷川場ふるさと公社］ ▽10:25 Be Up Life ▽10:30 ゲストコーナー | 10:00 玉城ちはる 心の参観日 | 9:00 （生放送）グッ★モニ                                                                                    |
| 10 | 8:00 【生放送】Bee Up!Setagaya DJ:HARRY（月）/中山夏希（火）/山口真奈（水）/藤咲あかね（木）/河西美紀（金） ※用賀Aスタジオから生放送 ▽8:35 What's UP Setagaya ▽8:35 消防情報（月） ▽9:00 ニュース・天気・交通情報 ▽9:10 認知症あんしんすこやかライフ［世田谷区］〈第5週・水曜を除く〉 ▽9:55 マンスリーリコメンデーション ▽10:00 Be Up!Playlist ▽10:20 川場健康村だより［世田谷川場ふるさと公社］ ▽10:25 Be Up Life ▽10:30 ゲストコーナー | 8:00 【生放送】Bee Up!Setagaya DJ:HARRY（月）/中山夏希（火）/山口真奈（水）/藤咲あかね（木）/河西美紀（金） ※用賀Aスタジオから生放送 ▽8:35 What's UP Setagaya ▽8:35 消防情報（月） ▽9:00 ニュース・天気・交通情報 ▽9:10 認知症あんしんすこやかライフ［世田谷区］〈第5週・水曜を除く〉 ▽9:55 マンスリーリコメンデーション ▽10:00 Be Up!Playlist ▽10:20 川場健康村だより［世田谷川場ふるさと公社］ ▽10:25 Be Up Life ▽10:30 ゲストコーナー | 8:00 【生放送】Bee Up!Setagaya DJ:HARRY（月）/中山夏希（火）/山口真奈（水）/藤咲あかね（木）/河西美紀（金） ※用賀Aスタジオから生放送 ▽8:35 What's UP Setagaya ▽8:35 消防情報（月） ▽9:00 ニュース・天気・交通情報 ▽9:10 認知症あんしんすこやかライフ［世田谷区］〈第5週・水曜を除く〉 ▽9:55 マンスリーリコメンデーション ▽10:00 Be Up!Playlist ▽10:20 川場健康村だより［世田谷川場ふるさと公社］ ▽10:25 Be Up Life ▽10:30 ゲストコーナー | 8:00 【生放送】Bee Up!Setagaya DJ:HARRY（月）/中山夏希（火）/山口真奈（水）/藤咲あかね（木）/河西美紀（金） ※用賀Aスタジオから生放送 ▽8:35 What's UP Setagaya ▽8:35 消防情報（月） ▽9:00 ニュース・天気・交通情報 ▽9:10 認知症あんしんすこやかライフ［世田谷区］〈第5週・水曜を除く〉 ▽9:55 マンスリーリコメンデーション ▽10:00 Be Up!Playlist ▽10:20 川場健康村だより［世田谷川場ふるさと公社］ ▽10:25 Be Up Life ▽10:30 ゲストコーナー | 8:00 【生放送】Bee Up!Setagaya DJ:HARRY（月）/中山夏希（火）/山口真奈（水）/藤咲あかね（木）/河西美紀（金） ※用賀Aスタジオから生放送 ▽8:35 What's UP Setagaya ▽8:35 消防情報（月） ▽9:00 ニュース・天気・交通情報 ▽9:10 認知症あんしんすこやかライフ［世田谷区］〈第5週・水曜を除く〉 ▽9:55 マンスリーリコメンデーション ▽10:00 Be Up!Playlist ▽10:20 川場健康村だより［世田谷川場ふるさと公社］ ▽10:25 Be Up Life ▽10:30 ゲストコーナー | 10:30 週刊 福田和禾子 | 9:00 （生放送）グッ★モニ                                                                                    |
| 10 | 8:00 【生放送】Bee Up!Setagaya DJ:HARRY（月）/中山夏希（火）/山口真奈（水）/藤咲あかね（木）/河西美紀（金） ※用賀Aスタジオから生放送 ▽8:35 What's UP Setagaya ▽8:35 消防情報（月） ▽9:00 ニュース・天気・交通情報 ▽9:10 認知症あんしんすこやかライフ［世田谷区］〈第5週・水曜を除く〉 ▽9:55 マンスリーリコメンデーション ▽10:00 Be Up!Playlist ▽10:20 川場健康村だより［世田谷川場ふるさと公社］ ▽10:25 Be Up Life ▽10:30 ゲストコーナー | 8:00 【生放送】Bee Up!Setagaya DJ:HARRY（月）/中山夏希（火）/山口真奈（水）/藤咲あかね（木）/河西美紀（金） ※用賀Aスタジオから生放送 ▽8:35 What's UP Setagaya ▽8:35 消防情報（月） ▽9:00 ニュース・天気・交通情報 ▽9:10 認知症あんしんすこやかライフ［世田谷区］〈第5週・水曜を除く〉 ▽9:55 マンスリーリコメンデーション ▽10:00 Be Up!Playlist ▽10:20 川場健康村だより［世田谷川場ふるさと公社］ ▽10:25 Be Up Life ▽10:30 ゲストコーナー | 8:00 【生放送】Bee Up!Setagaya DJ:HARRY（月）/中山夏希（火）/山口真奈（水）/藤咲あかね（木）/河西美紀（金） ※用賀Aスタジオから生放送 ▽8:35 What's UP Setagaya ▽8:35 消防情報（月） ▽9:00 ニュース・天気・交通情報 ▽9:10 認知症あんしんすこやかライフ［世田谷区］〈第5週・水曜を除く〉 ▽9:55 マンスリーリコメンデーション ▽10:00 Be Up!Playlist ▽10:20 川場健康村だより［世田谷川場ふるさと公社］ ▽10:25 Be Up Life ▽10:30 ゲストコーナー | 8:00 【生放送】Bee Up!Setagaya DJ:HARRY（月）/中山夏希（火）/山口真奈（水）/藤咲あかね（木）/河西美紀（金） ※用賀Aスタジオから生放送 ▽8:35 What's UP Setagaya ▽8:35 消防情報（月） ▽9:00 ニュース・天気・交通情報 ▽9:10 認知症あんしんすこやかライフ［世田谷区］〈第5週・水曜を除く〉 ▽9:55 マンスリーリコメンデーション ▽10:00 Be Up!Playlist ▽10:20 川場健康村だより［世田谷川場ふるさと公社］ ▽10:25 Be Up Life ▽10:30 ゲストコーナー | 8:00 【生放送】Bee Up!Setagaya DJ:HARRY（月）/中山夏希（火）/山口真奈（水）/藤咲あかね（木）/河西美紀（金） ※用賀Aスタジオから生放送 ▽8:35 What's UP Setagaya ▽8:35 消防情報（月） ▽9:00 ニュース・天気・交通情報 ▽9:10 認知症あんしんすこやかライフ［世田谷区］〈第5週・水曜を除く〉 ▽9:55 マンスリーリコメンデーション ▽10:00 Be Up!Playlist ▽10:20 川場健康村だより［世田谷川場ふるさと公社］ ▽10:25 Be Up Life ▽10:30 ゲストコーナー | 10:45 普天間かおりのぬちぐすいやっさー （再放送）                                                                                        | 9:00 （生放送）グッ★モニ                                                                                    |
| 11 | 11:00 SETAGYA' ハート・ステーション DJ：小林奈々絵 | 11:00 リメンバー・ミュージック | 11:00 リメンバー・ミュージック | 11:00 リメンバー・ミュージック | 11:00 ママ夢ラジオ世田谷 | 11:00 《生放送》 サムディ プティ シエル ▽11:30 世田谷情報セレクト ▽12:45 きっず×キッズ×kids                                              | 11:00 SUNDAY MUSIC                                                                                          |
| 11 | 11:30 リメンバー・ミュージック | 11:00 リメンバー・ミュージック | 11:00 リメンバー・ミュージック | 11:00 リメンバー・ミュージック | 11:15 リメンバー・ミュージック | 11:00 《生放送》 サムディ プティ シエル ▽11:30 世田谷情報セレクト ▽12:45 きっず×キッズ×kids                                              | 11:30（第1・2日曜日） 世田谷通信 区長の談話室 （第2週は再放送）                                             |
| 12 | 12:30 ここは時のどこか ～Heart Of Lyric～ （再） | 11:00 リメンバー・ミュージック | 11:00 リメンバー・ミュージック | 12:30 ウルスポ DJ:にこわ 〈FM品川・FMサルースにもネット〉 | 11:15 リメンバー・ミュージック | 11:00 《生放送》 サムディ プティ シエル ▽11:30 世田谷情報セレクト ▽12:45 きっず×キッズ×kids                                              | 12:00 （生放送） ロコラバ -LoCoLovers‐                                                                      |
| 12 | 12:45 普天間かおりの ぬちぐすいやっさー 〈ラジオ福島、RBCiラジオにネット〉 | 12:30 世田谷 ドリームプロジェクト DJ：細田阿也 | 11:00 リメンバー・ミュージック | 12:45 地域と共に 区民センターラジオ DJ：中馬祥子 | 11:45 せたがや スクール・クルーズ DJ：山下しづ香、岡本祥子 | 11:00 《生放送》 サムディ プティ シエル ▽11:30 世田谷情報セレクト ▽12:45 きっず×キッズ×kids                                              | 12:00 （生放送） ロコラバ -LoCoLovers‐                                                                      |
| 13 | 13:00 ◯アフタヌーン・パラダイス ▽13:30 パーソナリティコーナー ▽14:00 世田谷通信 世田谷情報セレクト ▽14:20 AI防災情報 ▽14:25 マンスリーリコメンデーション ▽15:52/16:52 AIやさしい日本語講座 | 13:00 ◯アフタヌーン・パラダイス ▽13:30 パーソナリティコーナー ▽14:00 世田谷通信 世田谷情報セレクト ▽14:20 AI防災情報 ▽14:25 マンスリーリコメンデーション ▽15:52/16:52 AIやさしい日本語講座 | 13:00 ◯アフタヌーン・パラダイス ▽13:30 パーソナリティコーナー ▽14:00 世田谷通信 世田谷情報セレクト ▽14:20 AI防災情報 ▽14:25 マンスリーリコメンデーション ▽15:52/16:52 AIやさしい日本語講座 | 13:00 ◯アフタヌーン・パラダイス ▽13:30 パーソナリティコーナー ▽14:00 世田谷通信 世田谷情報セレクト ▽14:20 AI防災情報 ▽14:25 マンスリーリコメンデーション ▽15:52/16:52 AIやさしい日本語講座 | 13:00 《生放送》金パラ〜 長江健次のDARADAラジオ〜 ‐ DJ：長江健次、 小林奈々絵（アシスタント） | 13:00 【生放送】あの頃青春グラフィティ ※東京タワー「club333」から公開生放送 13:55、14:55、15:55 マンスリーリコメンデーション             | 13:00 駒テラスへようこそ 13:55 マンスリー リコメンデーション                                                |
| 14 | 13:00 ◯アフタヌーン・パラダイス ▽13:30 パーソナリティコーナー ▽14:00 世田谷通信 世田谷情報セレクト ▽14:20 AI防災情報 ▽14:25 マンスリーリコメンデーション ▽15:52/16:52 AIやさしい日本語講座 | 13:00 ◯アフタヌーン・パラダイス ▽13:30 パーソナリティコーナー ▽14:00 世田谷通信 世田谷情報セレクト ▽14:20 AI防災情報 ▽14:25 マンスリーリコメンデーション ▽15:52/16:52 AIやさしい日本語講座 | 13:00 ◯アフタヌーン・パラダイス ▽13:30 パーソナリティコーナー ▽14:00 世田谷通信 世田谷情報セレクト ▽14:20 AI防災情報 ▽14:25 マンスリーリコメンデーション ▽15:52/16:52 AIやさしい日本語講座 | 13:00 ◯アフタヌーン・パラダイス ▽13:30 パーソナリティコーナー ▽14:00 世田谷通信 世田谷情報セレクト ▽14:20 AI防災情報 ▽14:25 マンスリーリコメンデーション ▽15:52/16:52 AIやさしい日本語講座 | 13:00 《生放送》金パラ〜 長江健次のDARADAラジオ〜 ‐ DJ：長江健次、 小林奈々絵（アシスタント） | 13:00 【生放送】あの頃青春グラフィティ ※東京タワー「club333」から公開生放送 13:55、14:55、15:55 マンスリーリコメンデーション             | 14:00 フェーズフリーで サスティナブル 『みんなのサンデー防災』 14:55 マンスリーリコメンデーション           |
| 15 | 13:00 ◯アフタヌーン・パラダイス ▽13:30 パーソナリティコーナー ▽14:00 世田谷通信 世田谷情報セレクト ▽14:20 AI防災情報 ▽14:25 マンスリーリコメンデーション ▽15:52/16:52 AIやさしい日本語講座 | 13:00 ◯アフタヌーン・パラダイス ▽13:30 パーソナリティコーナー ▽14:00 世田谷通信 世田谷情報セレクト ▽14:20 AI防災情報 ▽14:25 マンスリーリコメンデーション ▽15:52/16:52 AIやさしい日本語講座 | 13:00 ◯アフタヌーン・パラダイス ▽13:30 パーソナリティコーナー ▽14:00 世田谷通信 世田谷情報セレクト ▽14:20 AI防災情報 ▽14:25 マンスリーリコメンデーション ▽15:52/16:52 AIやさしい日本語講座 | 13:00 ◯アフタヌーン・パラダイス ▽13:30 パーソナリティコーナー ▽14:00 世田谷通信 世田谷情報セレクト ▽14:20 AI防災情報 ▽14:25 マンスリーリコメンデーション ▽15:52/16:52 AIやさしい日本語講座 | 13:00 《生放送》金パラ〜 長江健次のDARADAラジオ〜 ‐ DJ：長江健次、 小林奈々絵（アシスタント） | 13:00 【生放送】あの頃青春グラフィティ ※東京タワー「club333」から公開生放送 13:55、14:55、15:55 マンスリーリコメンデーション             | 15:00 デジタル建設ジャーナル 15:55 マンスリーリコメンデーション                                             |
| 16 | 13:00 ◯アフタヌーン・パラダイス ▽13:30 パーソナリティコーナー ▽14:00 世田谷通信 世田谷情報セレクト ▽14:20 AI防災情報 ▽14:25 マンスリーリコメンデーション ▽15:52/16:52 AIやさしい日本語講座 | 13:00 ◯アフタヌーン・パラダイス ▽13:30 パーソナリティコーナー ▽14:00 世田谷通信 世田谷情報セレクト ▽14:20 AI防災情報 ▽14:25 マンスリーリコメンデーション ▽15:52/16:52 AIやさしい日本語講座 | 13:00 ◯アフタヌーン・パラダイス ▽13:30 パーソナリティコーナー ▽14:00 世田谷通信 世田谷情報セレクト ▽14:20 AI防災情報 ▽14:25 マンスリーリコメンデーション ▽15:52/16:52 AIやさしい日本語講座 | 13:00 ◯アフタヌーン・パラダイス ▽13:30 パーソナリティコーナー ▽14:00 世田谷通信 世田谷情報セレクト ▽14:20 AI防災情報 ▽14:25 マンスリーリコメンデーション ▽15:52/16:52 AIやさしい日本語講座 | 13:00 《生放送》金パラ〜 長江健次のDARADAラジオ〜 ‐ DJ：長江健次、 小林奈々絵（アシスタント） | 16:00 （生放送） SATURDAY SUPER LEGEND 16:55 世田谷 防犯・防災 インフォメーション                                                        | 16:00 JP TOP20 16:55 世田谷 防犯・防災 インフォメーション 17:55 Weekly Recomend                             |
| 16 | 16:55 マンスリーリコメンデーション | | | | | 16:00 （生放送） SATURDAY SUPER LEGEND 16:55 世田谷 防犯・防災 インフォメーション                                                        | 16:00 JP TOP20 16:55 世田谷 防犯・防災 インフォメーション 17:55 Weekly Recomend                             |
| 17 | 17:00 natsukashino pops stream - 平日の17時台・18時台はリメンバー・ミュージック、 それ以外の時間帯はミュージックバードの「J-POP REFRAIN」を再送信。 - 平日は番組途中に防災・防犯インフォメーション（17:30）、 交通情報（17:33/18:30）、天気予報（18:00）、 ニュース・天気（19:00/20:00（月曜を除く）が組まれる。 - 以前は「情報アナウンサー」がついていたが、 2020年4月からは自動音声案内によるものに変更された。 - 時期によっては、平日の17時台・18時台と 日曜の19時台（日曜はPRESIDENT STATIONを休止して20時台まで） の時間帯を利用し、『世田谷区議会 録音放送（月 - 金曜 25:05 - 6:55）』が行われる。 | 17:00 natsukashino pops stream - 平日の17時台・18時台はリメンバー・ミュージック、 それ以外の時間帯はミュージックバードの「J-POP REFRAIN」を再送信。 - 平日は番組途中に防災・防犯インフォメーション（17:30）、 交通情報（17:33/18:30）、天気予報（18:00）、 ニュース・天気（19:00/20:00（月曜を除く）が組まれる。 - 以前は「情報アナウンサー」がついていたが、 2020年4月からは自動音声案内によるものに変更された。 - 時期によっては、平日の17時台・18時台と 日曜の19時台（日曜はPRESIDENT STATIONを休止して20時台まで） の時間帯を利用し、『世田谷区議会 録音放送（月 - 金曜 25:05 - 6:55）』が行われる。 | 17:00 natsukashino pops stream - 平日の17時台・18時台はリメンバー・ミュージック、 それ以外の時間帯はミュージックバードの「J-POP REFRAIN」を再送信。 - 平日は番組途中に防災・防犯インフォメーション（17:30）、 交通情報（17:33/18:30）、天気予報（18:00）、 ニュース・天気（19:00/20:00（月曜を除く）が組まれる。 - 以前は「情報アナウンサー」がついていたが、 2020年4月からは自動音声案内によるものに変更された。 - 時期によっては、平日の17時台・18時台と 日曜の19時台（日曜はPRESIDENT STATIONを休止して20時台まで） の時間帯を利用し、『世田谷区議会 録音放送（月 - 金曜 25:05 - 6:55）』が行われる。 | 17:00 natsukashino pops stream - 平日の17時台・18時台はリメンバー・ミュージック、 それ以外の時間帯はミュージックバードの「J-POP REFRAIN」を再送信。 - 平日は番組途中に防災・防犯インフォメーション（17:30）、 交通情報（17:33/18:30）、天気予報（18:00）、 ニュース・天気（19:00/20:00（月曜を除く）が組まれる。 - 以前は「情報アナウンサー」がついていたが、 2020年4月からは自動音声案内によるものに変更された。 - 時期によっては、平日の17時台・18時台と 日曜の19時台（日曜はPRESIDENT STATIONを休止して20時台まで） の時間帯を利用し、『世田谷区議会 録音放送（月 - 金曜 25:05 - 6:55）』が行われる。 | 17:00 natsukashino pops stream - 平日の17時台・18時台はリメンバー・ミュージック、 それ以外の時間帯はミュージックバードの「J-POP REFRAIN」を再送信。 - 平日は番組途中に防災・防犯インフォメーション（17:30）、 交通情報（17:33/18:30）、天気予報（18:00）、 ニュース・天気（19:00/20:00（月曜を除く）が組まれる。 - 以前は「情報アナウンサー」がついていたが、 2020年4月からは自動音声案内によるものに変更された。 - 時期によっては、平日の17時台・18時台と 日曜の19時台（日曜はPRESIDENT STATIONを休止して20時台まで） の時間帯を利用し、『世田谷区議会 録音放送（月 - 金曜 25:05 - 6:55）』が行われる。 | 17:00 アロ～ハ !! 大崎潔のがんばれハワイ 17:30 森本ケンタの Radio espresso 〈FM東広島制作 〉 17:55 世田谷区 防災・防犯インフォメーション | 16:00 JP TOP20 16:55 世田谷 防犯・防災 インフォメーション 17:55 Weekly Recomend                             |
| 18 | 17:00 natsukashino pops stream - 平日の17時台・18時台はリメンバー・ミュージック、 それ以外の時間帯はミュージックバードの「J-POP REFRAIN」を再送信。 - 平日は番組途中に防災・防犯インフォメーション（17:30）、 交通情報（17:33/18:30）、天気予報（18:00）、 ニュース・天気（19:00/20:00（月曜を除く）が組まれる。 - 以前は「情報アナウンサー」がついていたが、 2020年4月からは自動音声案内によるものに変更された。 - 時期によっては、平日の17時台・18時台と 日曜の19時台（日曜はPRESIDENT STATIONを休止して20時台まで） の時間帯を利用し、『世田谷区議会 録音放送（月 - 金曜 25:05 - 6:55）』が行われる。 | 17:00 natsukashino pops stream - 平日の17時台・18時台はリメンバー・ミュージック、 それ以外の時間帯はミュージックバードの「J-POP REFRAIN」を再送信。 - 平日は番組途中に防災・防犯インフォメーション（17:30）、 交通情報（17:33/18:30）、天気予報（18:00）、 ニュース・天気（19:00/20:00（月曜を除く）が組まれる。 - 以前は「情報アナウンサー」がついていたが、 2020年4月からは自動音声案内によるものに変更された。 - 時期によっては、平日の17時台・18時台と 日曜の19時台（日曜はPRESIDENT STATIONを休止して20時台まで） の時間帯を利用し、『世田谷区議会 録音放送（月 - 金曜 25:05 - 6:55）』が行われる。 | 17:00 natsukashino pops stream - 平日の17時台・18時台はリメンバー・ミュージック、 それ以外の時間帯はミュージックバードの「J-POP REFRAIN」を再送信。 - 平日は番組途中に防災・防犯インフォメーション（17:30）、 交通情報（17:33/18:30）、天気予報（18:00）、 ニュース・天気（19:00/20:00（月曜を除く）が組まれる。 - 以前は「情報アナウンサー」がついていたが、 2020年4月からは自動音声案内によるものに変更された。 - 時期によっては、平日の17時台・18時台と 日曜の19時台（日曜はPRESIDENT STATIONを休止して20時台まで） の時間帯を利用し、『世田谷区議会 録音放送（月 - 金曜 25:05 - 6:55）』が行われる。 | 17:00 natsukashino pops stream - 平日の17時台・18時台はリメンバー・ミュージック、 それ以外の時間帯はミュージックバードの「J-POP REFRAIN」を再送信。 - 平日は番組途中に防災・防犯インフォメーション（17:30）、 交通情報（17:33/18:30）、天気予報（18:00）、 ニュース・天気（19:00/20:00（月曜を除く）が組まれる。 - 以前は「情報アナウンサー」がついていたが、 2020年4月からは自動音声案内によるものに変更された。 - 時期によっては、平日の17時台・18時台と 日曜の19時台（日曜はPRESIDENT STATIONを休止して20時台まで） の時間帯を利用し、『世田谷区議会 録音放送（月 - 金曜 25:05 - 6:55）』が行われる。 | 17:00 natsukashino pops stream - 平日の17時台・18時台はリメンバー・ミュージック、 それ以外の時間帯はミュージックバードの「J-POP REFRAIN」を再送信。 - 平日は番組途中に防災・防犯インフォメーション（17:30）、 交通情報（17:33/18:30）、天気予報（18:00）、 ニュース・天気（19:00/20:00（月曜を除く）が組まれる。 - 以前は「情報アナウンサー」がついていたが、 2020年4月からは自動音声案内によるものに変更された。 - 時期によっては、平日の17時台・18時台と 日曜の19時台（日曜はPRESIDENT STATIONを休止して20時台まで） の時間帯を利用し、『世田谷区議会 録音放送（月 - 金曜 25:05 - 6:55）』が行われる。 | 18:00 ペットワンダーランド neo - 小林元郎、武田佳子                                                                                      | 18:00 natsukashino pops stream （2月・6月・9月・11月） 『世田谷区議会』 19:55 マンスリー リコメンデーション |
| 18 | 17:00 natsukashino pops stream - 平日の17時台・18時台はリメンバー・ミュージック、 それ以外の時間帯はミュージックバードの「J-POP REFRAIN」を再送信。 - 平日は番組途中に防災・防犯インフォメーション（17:30）、 交通情報（17:33/18:30）、天気予報（18:00）、 ニュース・天気（19:00/20:00（月曜を除く）が組まれる。 - 以前は「情報アナウンサー」がついていたが、 2020年4月からは自動音声案内によるものに変更された。 - 時期によっては、平日の17時台・18時台と 日曜の19時台（日曜はPRESIDENT STATIONを休止して20時台まで） の時間帯を利用し、『世田谷区議会 録音放送（月 - 金曜 25:05 - 6:55）』が行われる。 | 17:00 natsukashino pops stream - 平日の17時台・18時台はリメンバー・ミュージック、 それ以外の時間帯はミュージックバードの「J-POP REFRAIN」を再送信。 - 平日は番組途中に防災・防犯インフォメーション（17:30）、 交通情報（17:33/18:30）、天気予報（18:00）、 ニュース・天気（19:00/20:00（月曜を除く）が組まれる。 - 以前は「情報アナウンサー」がついていたが、 2020年4月からは自動音声案内によるものに変更された。 - 時期によっては、平日の17時台・18時台と 日曜の19時台（日曜はPRESIDENT STATIONを休止して20時台まで） の時間帯を利用し、『世田谷区議会 録音放送（月 - 金曜 25:05 - 6:55）』が行われる。 | 17:00 natsukashino pops stream - 平日の17時台・18時台はリメンバー・ミュージック、 それ以外の時間帯はミュージックバードの「J-POP REFRAIN」を再送信。 - 平日は番組途中に防災・防犯インフォメーション（17:30）、 交通情報（17:33/18:30）、天気予報（18:00）、 ニュース・天気（19:00/20:00（月曜を除く）が組まれる。 - 以前は「情報アナウンサー」がついていたが、 2020年4月からは自動音声案内によるものに変更された。 - 時期によっては、平日の17時台・18時台と 日曜の19時台（日曜はPRESIDENT STATIONを休止して20時台まで） の時間帯を利用し、『世田谷区議会 録音放送（月 - 金曜 25:05 - 6:55）』が行われる。 | 17:00 natsukashino pops stream - 平日の17時台・18時台はリメンバー・ミュージック、 それ以外の時間帯はミュージックバードの「J-POP REFRAIN」を再送信。 - 平日は番組途中に防災・防犯インフォメーション（17:30）、 交通情報（17:33/18:30）、天気予報（18:00）、 ニュース・天気（19:00/20:00（月曜を除く）が組まれる。 - 以前は「情報アナウンサー」がついていたが、 2020年4月からは自動音声案内によるものに変更された。 - 時期によっては、平日の17時台・18時台と 日曜の19時台（日曜はPRESIDENT STATIONを休止して20時台まで） の時間帯を利用し、『世田谷区議会 録音放送（月 - 金曜 25:05 - 6:55）』が行われる。 | 17:00 natsukashino pops stream - 平日の17時台・18時台はリメンバー・ミュージック、 それ以外の時間帯はミュージックバードの「J-POP REFRAIN」を再送信。 - 平日は番組途中に防災・防犯インフォメーション（17:30）、 交通情報（17:33/18:30）、天気予報（18:00）、 ニュース・天気（19:00/20:00（月曜を除く）が組まれる。 - 以前は「情報アナウンサー」がついていたが、 2020年4月からは自動音声案内によるものに変更された。 - 時期によっては、平日の17時台・18時台と 日曜の19時台（日曜はPRESIDENT STATIONを休止して20時台まで） の時間帯を利用し、『世田谷区議会 録音放送（月 - 金曜 25:05 - 6:55）』が行われる。 | 18:30 井上昌己のprecious moment | 18:00 natsukashino pops stream （2月・6月・9月・11月） 『世田谷区議会』 19:55 マンスリー リコメンデーション |
| 19 | 17:00 natsukashino pops stream - 平日の17時台・18時台はリメンバー・ミュージック、 それ以外の時間帯はミュージックバードの「J-POP REFRAIN」を再送信。 - 平日は番組途中に防災・防犯インフォメーション（17:30）、 交通情報（17:33/18:30）、天気予報（18:00）、 ニュース・天気（19:00/20:00（月曜を除く）が組まれる。 - 以前は「情報アナウンサー」がついていたが、 2020年4月からは自動音声案内によるものに変更された。 - 時期によっては、平日の17時台・18時台と 日曜の19時台（日曜はPRESIDENT STATIONを休止して20時台まで） の時間帯を利用し、『世田谷区議会 録音放送（月 - 金曜 25:05 - 6:55）』が行われる。 | 17:00 natsukashino pops stream - 平日の17時台・18時台はリメンバー・ミュージック、 それ以外の時間帯はミュージックバードの「J-POP REFRAIN」を再送信。 - 平日は番組途中に防災・防犯インフォメーション（17:30）、 交通情報（17:33/18:30）、天気予報（18:00）、 ニュース・天気（19:00/20:00（月曜を除く）が組まれる。 - 以前は「情報アナウンサー」がついていたが、 2020年4月からは自動音声案内によるものに変更された。 - 時期によっては、平日の17時台・18時台と 日曜の19時台（日曜はPRESIDENT STATIONを休止して20時台まで） の時間帯を利用し、『世田谷区議会 録音放送（月 - 金曜 25:05 - 6:55）』が行われる。 | 17:00 natsukashino pops stream - 平日の17時台・18時台はリメンバー・ミュージック、 それ以外の時間帯はミュージックバードの「J-POP REFRAIN」を再送信。 - 平日は番組途中に防災・防犯インフォメーション（17:30）、 交通情報（17:33/18:30）、天気予報（18:00）、 ニュース・天気（19:00/20:00（月曜を除く）が組まれる。 - 以前は「情報アナウンサー」がついていたが、 2020年4月からは自動音声案内によるものに変更された。 - 時期によっては、平日の17時台・18時台と 日曜の19時台（日曜はPRESIDENT STATIONを休止して20時台まで） の時間帯を利用し、『世田谷区議会 録音放送（月 - 金曜 25:05 - 6:55）』が行われる。 | 17:00 natsukashino pops stream - 平日の17時台・18時台はリメンバー・ミュージック、 それ以外の時間帯はミュージックバードの「J-POP REFRAIN」を再送信。 - 平日は番組途中に防災・防犯インフォメーション（17:30）、 交通情報（17:33/18:30）、天気予報（18:00）、 ニュース・天気（19:00/20:00（月曜を除く）が組まれる。 - 以前は「情報アナウンサー」がついていたが、 2020年4月からは自動音声案内によるものに変更された。 - 時期によっては、平日の17時台・18時台と 日曜の19時台（日曜はPRESIDENT STATIONを休止して20時台まで） の時間帯を利用し、『世田谷区議会 録音放送（月 - 金曜 25:05 - 6:55）』が行われる。 | 17:00 natsukashino pops stream - 平日の17時台・18時台はリメンバー・ミュージック、 それ以外の時間帯はミュージックバードの「J-POP REFRAIN」を再送信。 - 平日は番組途中に防災・防犯インフォメーション（17:30）、 交通情報（17:33/18:30）、天気予報（18:00）、 ニュース・天気（19:00/20:00（月曜を除く）が組まれる。 - 以前は「情報アナウンサー」がついていたが、 2020年4月からは自動音声案内によるものに変更された。 - 時期によっては、平日の17時台・18時台と 日曜の19時台（日曜はPRESIDENT STATIONを休止して20時台まで） の時間帯を利用し、『世田谷区議会 録音放送（月 - 金曜 25:05 - 6:55）』が行われる。 | 19:00 Kazuo Yoshida's BOSSAMANIA 19:55 マンスリー リコメンデーション                                                                     | 18:00 natsukashino pops stream （2月・6月・9月・11月） 『世田谷区議会』 19:55 マンスリー リコメンデーション |
| 20 | 20:00 natsukashino pops stream | 20:00 natsukashino pops stream | 20:00 natsukashino pops stream | 20:30 おしゃべりマルシェ - DJ：松本はるの | 20:30 マイカの楽しい仲間たち | 20:00 琴姫チャンネル 20:55 マンスリー リコメンデーション                                                                                 | 20:00 PRESIDENT STATION TOKYO 20:55 マンスリー リコメンデーション                                           |
| 21 | 21:00 大西貴文のTHE NITE | 21:00 大西貴文のTHE NITE | 21:00 大西貴文のTHE NITE | 21:00 大西貴文のTHE NITE | 21:00 水島裕の 『せたがやFun Time』 | 21:00 プロボウラー 名和秋の海街レディオ                                                                                                  | 21:00 Sound of Oasis 21:55 防災インフォメーション                                                           |
| 21 | 21:00 大西貴文のTHE NITE | 21:00 大西貴文のTHE NITE | 21:00 大西貴文のTHE NITE | 21:00 大西貴文のTHE NITE | 21:30 HIT HIT HIT | 21:30 wacciのLIVE!LIVE!LIVE! 21:55 防災インフォメーション                                                                                | 21:00 Sound of Oasis 21:55 防災インフォメーション                                                           |
| 22 | 22:00 坂口孝則と牧野直哉 のオールビジネスニッポン! | 22:00 Victory Smile | 22:00 劇ナビ!! DJ：植本純米 （花組芝居） | 22:00 坂井賢太郎の 昭和バンザイ | 22:00 自衛隊deナイト☆ DJ：柿崎ゆうじ、出会正幸、竹島由夏 | 22:00 清水英哉のおもしろ交遊録 〈FM徳島との共同制作〉                                                                                    | 22:00 日本全国 石原まさし 『まさしの ミュージックチャンプルー』 22:55 マンスリー リコメンデーション         |
| 22 | 22:30 SAMURAI×トーク DJ：柿崎ゆうじ、宇都隆史 | 22:30 田中さんラジオ DJ：田中直樹、沼井雅之 | 22:00 劇ナビ!! DJ：植本純米 （花組芝居） | 22:30 HIT HIT HIT | 22:30 坂井賢太郎の 昭和バンザイ（再） | 22:30 堀江淳のファイン ミュージックアワー                                                                                                | 22:00 日本全国 石原まさし 『まさしの ミュージックチャンプルー』 22:55 マンスリー リコメンデーション         |
| 23 | 23:00 ACTION | 23:00 （生放送）TABARU Love Emotion ※時差ネット | 23:00 ペレ草田の RADIO!RADIO!RADIO! | 23:00 ◯なべやかんの ブヒブヒスパークタイム | 23:00 CIMS Friday DJ：日向野まち子 ほか | 23:00 HIT HIT HIT | 23:00 CIMS Sunday DJs：カラフルパレット、 えーろう、たなかかなた、 詩季、令あずさ                           |
| 23 | 23:00 ACTION | 23:00 （生放送）TABARU Love Emotion ※時差ネット | 23:30 HIT HIT HIT | 23:30 週刊 福田和禾子 （再放送） | 23:30 1/48 | 23:00 HIT HIT HIT | |
| 23 | 23:00 ACTION | 23:00 （生放送）TABARU Love Emotion ※時差ネット | 23:30 HIT HIT HIT | 23:45 ここは時のどこか ～Heart Of Lyric～ ナビゲーター：松井五郎 | 23:30 1/48 | 23:00 HIT HIT HIT | |
| 0  | 0:00 K・Sスタジオ | 0:00 RADIO BOHEMIA 〈FM小田原制作〉 | 23:30 HIT HIT HIT | 0:00 マチノタネ | 0:00 Friday Night Fever ☆円楽のシネマトーク ＆ミュージック | 0:00 "834"music | 0:00 "834"music                                                                                             |
| 0  | 0:30 ◯Beat in the Box ～just the beginning～ DJ：みやっくま。 | 0:00 RADIO BOHEMIA 〈FM小田原制作〉 | 23:30 HIT HIT HIT | 0:00 マチノタネ | 0:00 Friday Night Fever ☆円楽のシネマトーク ＆ミュージック | 0:00 "834"music | 0:00 "834"music                                                                                             |
| 1  | 1:00 HIT HIT HIT | 1:00 HIT HIT HIT | 1:00 HIT HIT HIT | 1:00 HIT HIT HIT | 1:00 HIT HIT HIT | 0:00 "834"music | 0:00 "834"music                                                                                             |
| 2  | 1:00 HIT HIT HIT | 1:00 HIT HIT HIT | 1:00 HIT HIT HIT | 1:00 HIT HIT HIT | 1:00 HIT HIT HIT | 0:00 "834"music | 0:00 "834"music                                                                                             |
| 3  | 3:00 JAZZ VOCALの夜 | 3:00 JAZZ VOCALの夜 | 3:00 JAZZ VOCALの夜 | 3:00 JAZZ VOCALの夜 | 3:00 週間メディア通信 | 0:00 "834"music | 0:00 "834"music                                                                                             |
| 4  | 4:00 slow life, slow music | 4:00 slow life, slow music | 4:00 slow life, slow music | 4:00 slow life, slow music | 4:00 slow life, slow music | 0:00 "834"music | 0:00 "834"music                                                                                             |
| 5  | 5:00 Morning Stream（邦楽70～80年代） | 5:00 Morning Stream（邦楽70～80年代） | 5:00 Morning Stream（邦楽70～80年代） | 5:00 Morning Stream（邦楽70～80年代） | 5:00 森正紀の目覚ましラジオ | 5:00 みすゞさんと明るいほうへ 〈しゅうなんFM制作 〉                                                                                      | 5:00 Morning Stream （洋楽70年代～90年代）                                                                  |
| 5  | 5:00 Morning Stream（邦楽70～80年代） | 5:00 Morning Stream（邦楽70～80年代） | 5:00 Morning Stream（邦楽70～80年代） | 5:00 Morning Stream（邦楽70～80年代） | 5:00 森正紀の目覚ましラジオ | 5:25 目覚めの時間 ～ヨグマタ相川圭子 のアセンションプリーズ                                                                              | 5:00 Morning Stream （洋楽70年代～90年代）                                                                  |
| 5  | 5:55 Weekly Recommend | | | | | | 5:00 Morning Stream （洋楽70年代～90年代）                                                                  |

## MUSIC BIRD for Community FM送出番組
以下の番組はMUSIC BIRD for Community FMを通じて全国のコミュニティ放送局へネットされている。
なお、同時ネット放送となる『アフタヌーン・パラダイス』と『たーなー先生の夢カナRADIO』を除き、当局では番組編成の関係によりミュージックバード向けネットでの時間帯では放送されない。
- アフタヌーン・パラダイス（月曜 - 木曜 13:00 - 17:00、金曜 16:00 - 17:00）- 
  - 当局の開局以来続いてきた午後ワイド番組「オープンサロン834」に替わり、2011年4月4日より放送開始。スタジオキャロットからの公開生放送。
  - 従来からMUSIC BIRD for Community FMにて全国のコミュニティ放送局向けに制作・送出されていたものを、当局のみのローカルゾーン（13時台・14時台）を含めたワイド番組として刷新した。15時台・16時台は、これまで通り、全国のコミュニティ放送局へのネットゾーンとしても活用される。
- なべやかんのブヒブヒスパークタイム（木曜 23:00 - 24:00）
  - 番組パーソナリティはなべやかん、荻野真理。
  - 2021年4月3日よりMUSIC BIRD for Community FMへのネット放送を開始（遅れネット、日曜深夜 3:00 - 4:00）[18]。

### 放送終了
- ぐっとモーニング せ・た・が・や - 2016年4月1日放送終了。
- 栗原美季 Cafe les R（くりはらみき カフェ・レ・アール） - 2011年4月4日よりスタジオ・ライズからの生放送に移行。同スタジオを所有するイッツ・コミュニケーションズが運営する神奈川県横浜市青葉区のコミュニティFM局「FM Salus」でも10:00 - 12:00まで同時放送していた。2016年3月31日放送終了。
- ハイスクール　Hot パーティー - 1998年8月8日開始。高校生がパーソナリティをしているのが特徴で、ゲストが来る事もある。ゲストはパーソナリティの友達、高校生のバンド、インディーズのバンド等で、過去にはHi-STANDARD、ASIAN KUNG-FU GENERATION、STOMPIN'BIRD、マキシマムザホルモンらが出演したこともある。2000年より、放送の枠を超え「青二祭」という高校生イベントが下北沢の区民会館、北沢タウンホールにて毎年開催されている。また、青二祭に出たバンドを中心にコンピレーションCDもリリースされた。
- CAMPUS RADIO COMPANY - 世田谷区や近隣の大学の放送サークルが制作する番組。週・曜日ごとに担当が分かれており、22大学・15チームが制作していた。また、派生番組として同番組制作経験者による『CRC+』が土曜日に放送されていた。
- MUSIC CONNECTION - 2011年4月スタート。『ラジオ深夜便より情熱に、オールナイトニッポンより上質にを合言葉に、ビートルズ世代におおくりする深夜番組』と銘打ち、大石吾朗をパーソナリティに、大石がニッポン放送他NRN各局ネットで出演した音楽番組のタイトルを取った「コッキーポップ・プレミアム」として放送。スタートからの1年間は、金曜日を「FRIDAY SPECIAL」として、エド山口・庄野真代・細坪基佳・鈴木康博が週替りで担当する、2時間の生番組として放送していた。
- 反畑誠一のTHE BIG TIME - 当局の制作で、全国のコミュニティ放送局にネットされていた（MUSIC BIRD for Community FMによる同時ネットではなく、独自でのネット局展開）。パーソナリティは音楽評論家の反畑誠一、アシスタントは歌手の八反安未果。
- サンプラザ中野くんのせたがやたがやせ
- 奈良禎子 悠ゆう素的
- 神太郎 金曜瓦版
- Setagaya Goes On ～土曜はおでかけ～
- ボンジョルノ世田谷
- La Dolce Vita with シンディ鈴木
- 世田谷ラジオ倶楽部
- Southern wind〜いつも心は南向き〜 （『Bee Up!Setagaya』に内包）南紀白浜コミュニティ放送との同時ネット
- ファンタジスタ!!
- わたし歳時記
- ラジオ東京音実劇場
- 夜RAJI
- R246 music HIGHWAY　- 時間帯により、ミュージックバードの108ch「J-HITS」又は109ch「J-POP REFRAIN」の再送信
- ペットワンダーランド
- Realsongs
- ジャズタイム
- Music Planet
- Memories songs
- Classic ROCK 70's -「コミュニティ発 全国放送ゾーン」の一番組として、MUSIC BIRD for Community FMを通じて全国のコミュニティ放送局にもネット放送されていた。
- ワンダフル・ワン・ライフ
- RADIO BRANDNEW ACTION
- ここは夜のどこか -「コミュニティ発 全国放送ゾーン」の一番組として、MUSIC BIRD for Community FMを通じて全国のコミュニティ放送局にもネット放送されていた。
- STARTUPS SELECTION TOKYO - 調布エフエム放送との共同制作番組。FMたちかわでもネットされた。
- サザンおふかいラジオ
- 夢SunRadio
- AIによる多言語放送 POST!!SETAGAYA
- 宝ちゃんねる by Radio
- 宝ジオ
- マイカの楽しい仲間たち
- たーなー先生の夢カナRADIO（土曜 18:00 - 18:30。当局・MUSIC BIRD for Community FMの同時ネット）
  - 番組パーソナリティは田中直人（オンラインボイトレプロデューサー）。
- 開館25周年記念番組「ほんとわラジオ」
- アルファベストライフプレゼンツ「我が家はパラダイス」
- ★GUS★～ex. Growing up Saturday！
- はなわと岩崎ひろみの ON AIR!もっちーラジオ

## 主なパーソナリティ

### 過去の主なパーソナリティ
- 平井堅
- LISA（m-flo）
- 川村真澄
- サーカス
- 富田たかし
- 桑江知子
- 堀江淳
- 芥川澄夫
- 桜井裕子
- 小山ジャネット愛子
- 梶幹雄
- 桂竜也
- 坂井隆夫
- 宮内鎮雄
- 豊嶋真千子
- 菅原孝
- 関家麻紀子
- 浦江アキコ
- 栗原美季
- 山本光男
- 木之下貴子
- 田宮富士江
- 渡辺りか
- 白倉律子
- 佐々野宏美
- 奈良禎子
- AYA

## 過去の番組
- 開局時から2000年末まで、ナムコ・ワンダーエッグ内にあるWE2ステーションからの公開バラエティ番組「たまリバ!」が放送されていた。日替わりパーソナリティ、日替わり企画が特徴であった。また地元・円谷プロダクションとのタイアップによりウルトラマンなどが出演したこともある。現ナレーターの三村ロンド、ブレイクする前の平井堅、WATER OF LIFEこと清水和彦、m-floのLISAらがパーソナリティを担当していた。特に平井堅の番組はコミュニティ放送発の番組としては珍しく、栃木放送、FM佐賀といった県域放送局でもネットされていた。
- 日本テレビの番組「香取慎吾の天声慎吾」の企画で、SMAPの香取慎吾とキャイ〜ンの2人がアナウンサー試験を受けた事がある。結果、天野ひろゆきが合格し、WE2ステーション（ナムコ・ワンダーエッグのサテライトスタジオ）から公開放送が行われた。不合格だった香取とウド鈴木はリポーターとして出演した。このときロケの舞台となったのも放送開始前の「たまリバ!」である。
- サッカー・Jリーグの東京ヴェルディのホームゲーム中継を2005年まで行っていた。現在はサッカー・なでしこリーグ2部のスフィーダ世田谷のオフィシャルメディアパートナーである。

## DJせたハチ
マスコットキャラクター、首元に「834」と書かれたハチ、世田谷区を飛び回って情報を集めている。身長8.34cm、体重8.34g、年齢8歳、誕生日は7月30日。